# Петър Иванов (Елшани)
Петър Иванов Христов е български революционер, деец на Върховния македоно-одрински комитет и Вътрешната македоно-одринска революционна организация.

## Биография
Роден е в 1876 година в охридското село Елшани, тогава в Османската империя, днес в Северна Македония. Емигрира в Свободна България и работи във Варна, където се присъединява към Върховния комитет. На 10 юни 1902 година влиза в четата на Никола Лефтеров, в която е взводен командир. По време на Горноджумайското въстание на 23 август 1902 година се сражава заедно със сборните чети на мичман Тодор Саев и Дончо Златков в местността Коматница при село Тросково, Горноджумайско. След това с четата на мичман Саев на 21 септември се сражава в местността Куклите при село Железница, на 20 октомври в местността Сейменци при село Падеж, на 30 октомври в местността Прикреш при село Лешко, Горноджумайско, на 26 октомври при местността Сейкова поляна, Разложко. На 6 април 1903 година с четата на Лефтеров участва в големия бой в местността Готен, Малашевско.
Действа с четата и по време на Илинденско-Преображенското въстание в 1903 година заедно със сборните чети под командването на полковник Анастас Янков. Сражава се на 1 септември 1903 година в боя в местността Цветков гроб при село Пирин, Мелнишко и на 14 септември в местността Капишник при село Бачево, Разложко.
При избухването на Балканската война в 1912 година е доброволец в Македоно-одринското опълчение и действа с четата на Коста Попето и партизанския отряд на Никола Лефтеров, с който взима участие в сраженията с турската войска в Горноджумайско, Мелнишко и Петричко и през Междусъюзническата война в 1913 година с гръцките войски при Чай Ази, Ангиста и Пърнар Даг, а така също и със сръбските войски при Султан тепе, село Цера и Дулица.
В 1915 година е подвойвода на четата на Наум Йосифов, действаща в родното му Охридско.
През Първата световна война служи в 4-та рота на 60-и пехотен полк на 11-а дивизия.
На 22 март 1943 година, като жител на Варна, подава молба за българска народна пенсия, която е одобрена и пенсията е отпусната от Министерския съвет на Царство България.